# Ак-Чокрак (родник)
Ак-Чокра́к (укр. Ак-Чокрак, крымскотат. Aq Çoqraq, Акъ Чокъракъ) — источник-фонтан с небольшим бассейном, находится в Крыму, в долине между южным склоном горы Чамны-Бурун (отрог горного массива Бабуган-яйла) и восточным склоном горы Куш-Кая. Исток реки Ла-Илья. Название в переводе с крымскотатарского языка означает «белый родник» (aq — белый, çoqraq — родник, источник). Высота над уровнем моря, указанная в разных источниках, различна: 908, 936 м. Дебет источника Николай Рухлов в труде «Обзор речных долин горной части Крыма» 1915 года, определял в 450 вёдер в сутки (0,06 л/сек), а профессор Головкинский, в отчёте «Источники Чатырдага и Бабугана» 1893 года — 200 и 500 вёдер. Температуру воды Головкинский указывал 8,6 °C, Рухлов — 7,8 °C.

Родник упоминается в путеводителях Головкинского 1894 года и в 3-м издании советского путеводителя «Крым» 1929 года. В брошюре «Крымский Государственный Заповедник» 1927 года профессор П. А. Двойченко писал о роднике 
на высоте 920 м, вытекает обильный родник Ак-Чокрак, представляющий собою истоки р.Кара-Узеня.
Сейчас источник, действующий с расходом примерно 0,3 л/с.